# Virbia inversa
Virbia inversa là một loài bướm đêm thuộc phân họ Arctiinae, họ Erebidae.